# Amphorogyne celastroides
Amphorogyne celastroides är en tvåhjärtbladig växtart som beskrevs av Stauff. & Hürlim.. Amphorogyne celastroides ingår i släktet Amphorogyne och familjen Amphorogynaceae. Inga underarter finns listade i Catalogue of Life.